# ELEVEN (B'z專輯)
《ELEVEN》是日本摇滚组合B'z的的第十一张录音室专辑。2000年12月6日由Rooms RECORDS于日本发行。
最終銷量約113.2萬張，為日本最暢銷專輯第228名。

## 曲目
| 曲序 | 曲目                                                   | 时长 |
| ---- | ------------------------------------------------------ | ---- |
| 1.   | I                                                      | 0:24 |
| 2.   | Seventh Heaven                                         | 4:10 |
| 3.   | 只是相信總可以吧（）                                   | 3:39 |
| 4.   | Ring                                                   | 3:59 |
| 5.   | 愛的prisoner（）                                       | 4:09 |
| 6.   | 耀眼的人（）                                           | 2:57 |
| 7.   | May                                                    | 4:19 |
| 8.   | juice（PM mix）                                        | 4:02 |
| 9.   | Raging River                                           | 7:32 |
| 10.  | TOKYO DEVIL                                            | 3:26 |
| 11.  | 握緊拳頭（）                                           | 4:32 |
| 12.  | Thinking of you                                        | 4:30 |
| 13.  | 門（）                                                 | 2:51 |
| 14.  | 今夜在賞月的山丘上（Alternative Guitar Solo ver.）（） | 4:10 |

## 制作人员
- 松本孝弘：吉他・全曲作曲・編曲・电贝司（#2）
- 稻叶浩志：主唱・全曲作詞・編曲・口琴（#11）
- 明石昌夫：电贝司（#3.6.10.11）
- バカボン鈴木：电贝司（#7.9）
- 満園庄太郎：电贝司（#13）
- 中村“キタロー”幸司：电贝司（#4.12.14）
- Fingers：电贝司（#5.8）
- ブライアン・ティッシー：鼓手（#2.5.8）
- 黒瀬蛙一：鼓手（#3.6.10.11.13）
- 山木秀夫：鼓手（#4.9.12.14）
- 小野塚晃：钢琴（#4.7.9.14）
- 篠崎Strings：弦乐（#4.9）
- 池田大介：弦乐指挥（#4）・弦乐&编曲（#9）
- TAMA MUSIC：和声（#9）
- 畠山“hakkai”勝紀：锣（#10）
- 徳永暁人：击弦键琴（#2）
- 佐々木史郎（オルケスタ・デ・ラ・ルス）：小号（#2）
- 小林太（オルケスタ・デ・ラ・ルス）：小号（#2）
- 河合わかば（オルケスタ・デ・ラ・ルス）：长号（#2）
- 勝田かず樹：薩克斯風（#2）
- 大島康祐：編曲（#7）